# Хреновец-Брусно
Хреновец-Брусно (слч. Chrenovec-Brusno) насељено је мјесто са административним статусом сеоске општине (слч. obec) у округу Прјевидза, у Тренчинском крају, Словачка Република.

## Становништво
| Година:    | 1994. | 2004.   | 2014.   | 2024.   |
| ---------- | ----- | ------- | ------- | ------- |
| Број људи: | 1279  | 1335    | 1366    | 1413    |
| Разлика:   |       | +4,37 % | +2,32 % | +3,44 % |

| Година:    | 2023. | 2024.   |
| ---------- | ----- | ------- |
| Број људи: | 1418  | 1413    |
| Разлика:   |       | -0,35 % |

Према подацима о броју становника из 2011. године насеље је имало 1.372 становника.